# Cô con gái cưng
It's Okay, Daddy's Girl (Hangul: 괜찮아, 아빠 딸; RR: Gwaenchanh-a, appa ttal) là một bộ phim truyền hình Hàn Quốc lên sóng trên SBS từ ngày 22 tháng 11 năm 2010 đến ngày 22 tháng 11 năm 2010 đến ngày 28 tháng 1 năm 2011.

## Nội dung
Trở thành em út và được nhiều quyền lợi trong gia đình, Eun Chae-ryung luôn dựa vào bố. Một ngày, bố cô chẩn đoán xuất huyết não, cô bắt đầu nhận ra rằng mình phải trưởng thành để ra khỏi cuộc sống dựa dẫm và đối mặt với những thử thách trước khi độc lập.

## Diễn viên
Gia đình của Eun
- Moon Chae-won trong vai Eun Chae-ryung
- Lee Hee-jin trong vai Eun Ae-ryung
- Kang Won trong vai Eun Ho-ryung
- Park In-hwan trong vai Eun Ki-hwan
- Kim Hye-ok trong vai Heo Sook-hee
- Yoo Seung-mok trong vai Heo Man-soo

Gia đình Choi
- Choi Jin-hyuk trong vai Choi Hyuk-ki
- Shin Min-soo trong vai Choi Duk-ki
- Lee Donghae trong vai Choi Wook-ki
- Lee Bong-gyu trong vai bố của Hyuk-ki
- Lee Yong-nyeo trong vai mẹ của Hyuk-ki

Gia đình Jung
- Kang Sung trong vai Jung Jin-goo
- Jin Se-yeon trong vai Jung Se-yeon
- Choi Ja-hye trong vai Seo Hee-jee
- Park Geun-hyung trong vai Jung Pil-suk
- Yeon Woon-kyung trong vai Yeo Chang-ja

Gia đình Park
- Jun Tae-soo trong vai Park Jong-suk
- Lee Won-jae trong vai Park Kwon (bố của Jong-suk)
- Park Hye-jin trong vai Mo Yoon-kyung (mẹ của Jong-suk)

Diễn viên phụ
- Kang Min-hyuk trong vai Hwang Yeon-doo
- Hong Yeo-jin trong vai Lee Soon-jung
- Song In-hwa trong vai Go Yang-mi
- Jo Han-joon trong vai Park Moo-sool
- Kim Dong-gyoon trong vai Kwak Kyun-woo
- Han Soo-min trong vai Geum Joo-hye
- Nam Ji-hyun trong vai Shin Sun-hae
- Hwang Sun-hee trong vai Ma Ri-sol
- Min Ji-oh trong vai Kang Bo-ra
- Kim Gyu-jin trong vai Shim Byung-chun
- Park Sang-hoon trong vai Shin Sun-do
- Park Jung-geun trong vai Kang Dong-bo
- Marco trong vai Marco
- Sung Chang-hoon trong vai Ricardo
- Song Yi-woo trong vai Jo Ah-ra
- Seo Dong-soo trong vai Giáo sư Kang
- Lee Jin-ah trong vai Jun So-hyung
- Yoo Byung-sun trong vai Min Hyun-gyo
- Lee Sun-ah trong vai Ah-young
- Yeom Dong-heon trong vai bố của Ah-young
- Choi Sung-joon trong vai Bác sĩ Hong
- Kim Min-seo trong vai Park Da-bin

## Bình chọn
| Ngày       | Tập        | Cả nước      | Seoul         |
| ---------- | ---------- | ------------ | ------------- |
| 22-11-2010 | 1          | 10.1 (thứ 8) | 10.9 (thứ 8)  |
| 29-11-2010 | 2          | 8.6 (thứ 15) | 8.7 (thứ 16)  |
| 30-11-2010 | 3          | 7.6 (thứ 18) | 7.9 (thứ 16)  |
| 06-12-2010 | 4          | (<7.8)       | 8.1 (thứ 18)  |
| 07-12-2010 | 5          | (<7.3)       | (<7.3)        |
| 13-12-2010 | 6          | 8.1 (thứ 19) | 8.5 (thứ 16)  |
| 14-12-2010 | 7          | 8.3 (thứ 17) | 8.6 (thứ 15)  |
| 20-12-2010 | 8          | 7.9          | (<7.6)        |
| 21-12-2010 | 9          | 7.4          | 7.8 (thứ 20)  |
| 27-12-2010 | 10         | 7.2          | (<7.6)        |
| 28-12-2010 | 11         | 7.3          | (<7.8)        |
| 03-01-2011 | 12         | 6.9          | (<9.5)        |
| 04-01-2011 | 13         | 8.1          | 9.6 (thứ 18)  |
| 10-01-2011 | 14         | 8.0          | (<10.3)       |
| 11-01-2011 | 15         | 8.0 (thứ 19) | 9.3 (thứ 17)  |
| 17-01-2011 | 16         | (<8.5)       | 9.2 (thứ 20)  |
| 18-01-2011 | 17         | 9.1 (thứ 16) | 10.9 (thứ 11) |
| Trung bình | Trung bình | 8.0          | 8.8           |